# 帕尔肯特
帕尔肯特是乌兹别克斯坦塔什干州的一个城镇，也是帕尔肯特区的首府。位于塔什干东北47公里处。2016年人口60200人。该市是乌兹别克斯坦的太阳能产业中心，目前世界上最大的太阳炉——建于1981年的乌兹别克斯坦太阳炉位于该市。

## 历史
公元前2至1世纪左右便已出现人类定居点。古称帕尔卡特（Parkat）。16世纪的文献中记录称在帕尔卡特近郊有温泉，16世纪初，帕尔卡特城曾遭到洗劫。但今日的城镇主要是1984年围绕太阳炉而建。1989年曾发生过民族冲突。

## 太阳炉

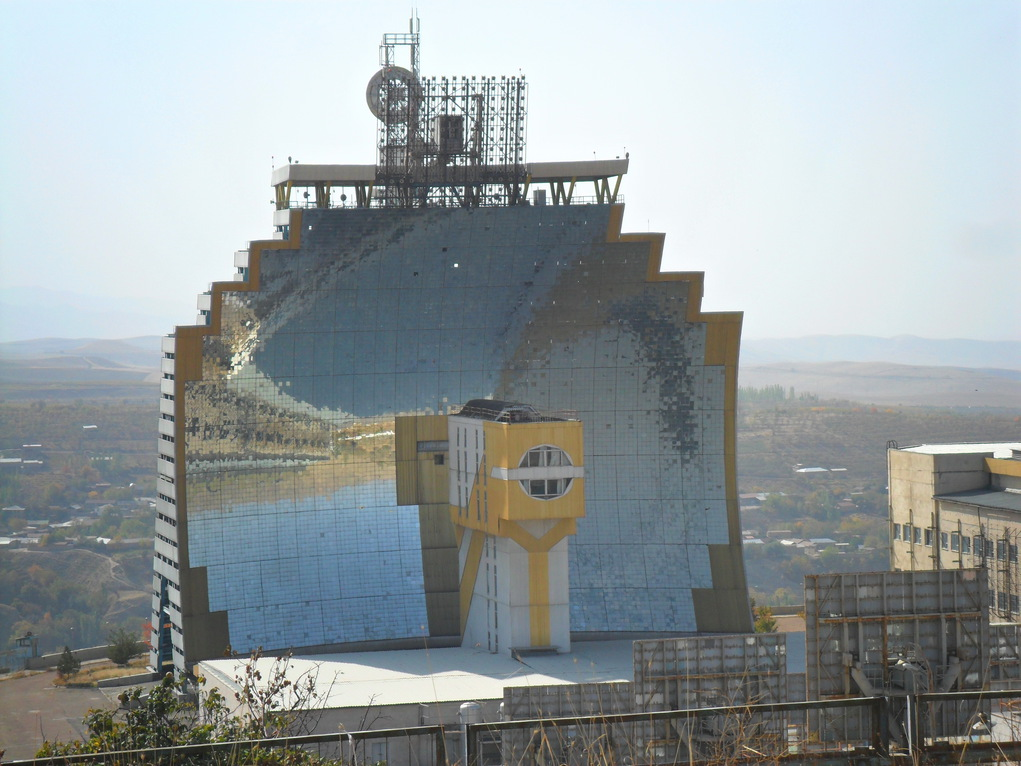
位于帕尔肯特的乌兹别克斯坦太阳炉

帕尔肯特日照时间较长，位于该地的乌兹别克斯坦太阳炉建造于苏联时期的1981-1987年间，是目前世界上最大的太阳能熔炼炉。而且由于地处地震活跃带，因此其建造过程尤为复杂。太阳炉中心的太阳能集中器由63面镜子共同集中太阳能，集中器焦点温度可达3000摄氏度以上。

## 经济

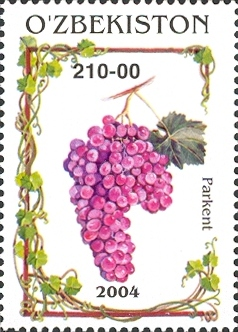
乌兹别克斯坦邮票上的帕尔肯特葡萄

除太阳炉周边产业外，帕尔肯特主要产业是葡萄种植和葡萄酒酿造。本地的葡萄品种为帕尔肯特葡萄，得名自该地，广泛种植于塔什干一带。而后又由育种专家将帕尔肯特葡萄与其它品种杂交，育成了里扎马特葡萄（里查马特），1961年引入中国栽培。